# (8043) Fukuhara
(8043) Fukuhara (1994 XE1) – planetoida z pasa głównego asteroid okrążająca Słońce w ciągu 3,57 lat w średniej odległości 2,33 au. Odkryta 6 grudnia 1994 roku.